# Caulanthus coulteri
Caulanthus coulteri är en korsblommig växtart som först beskrevs av Asa Gray och Sereno Watson, och fick sitt nu gällande namn av Sereno Watson. Caulanthus coulteri ingår i släktet Caulanthus och familjen korsblommiga växter. Inga underarter finns listade i Catalogue of Life.